# Slaget ved Suomussalmi
Slaget ved Suomussalmi blev udkæmpet mellem finske og sovjetiske styrker under Vinterkrigen. Slaget foregik mellem den 7. december 1939 og den 8. januar 1940. Slaget endte som en afgørende finsk sejr mod langt større styrker. I Finland ses slaget stadig i dag som et symbol på Vinterkrigen i det hele taget.

## Slagets forløb
Den 30. november 1939 krydsede den sovjetiske 163. division grænsen mellem Finland og Sovjetunionen og rykkede fra nordøst mod landsbyen Suomussalmi. Det sovjetiske mål var byen Oulu, hvilket i praksis ville overskære Finland. I dette område lå der kun en enkelt finsk bataljon (15. uafhængige bataljon), som lå i nærheden af Raate, udenfor Suomussalmi.
Suomussalmi faldt uden større modstand den 7. december, idet kun to underbemandede kompagnier førte en henholdende kamp mellem grænsen og Suomussalmi, men finnerne ødelagde landsbyen inden den blev taget, for at forhindre at sovjetstyrkerne kunne finde ly, og trak sig tilbage til den modsatte bred af søerne Niskanselkä og Haukiperä.
Den første større kamp blev indledt den 8. december, da sovjetiske styrker begyndte at angribe over de frosne søer mod vest. Deres angrebsforsøg mislykkedes totalt. Den anden del af de sovjetiske styrker angreb mod nordvest i retning af Puolanka, som blev forsvaret af den netop ankomne 16. uafhængige bataljon. Dette angreb slog også fejl.
Den 9. december blev forsvaret forstærket med det netop opstillede JR 27 regiment. Oberst Hjalmar Siilasvuo fik kommandoen over de finske styrker, og han indledte straks tiltag for at generobre Suomussalmi. Hovedstyrken rykkede frem mod Suomussalmi, men mødte modstand, som påførte finnerne alvorlige tab.
Den 24. december gennemførte sovjetstyrkerne et modangreb, men det lykkedes ikke for dem at bryde gennem de omringende finske styrker.
Forstærket med to nye regimenter (JR 64 og JR 65) angreb finnerne igen den 27. december. Denne gang erobrede de landsbyen, og de sovjetiske styrker flygtede i panik over de omliggende frosne søer.
I mellemtiden var den sovjetiske 44. division, som fortrinsvis bestod af ukrainske tropper, rykket frem fra øst mod Suomussalmi. Den lå forskanset på vejen mellem Suomussalmi og Raate og blev fanget i tilbagetrækningen af de andre sovjetiske styrker.
Mellem den 4. og 8. januar 1940 blev den 44. division nedkæmpet under den såkaldte Raatteentie episode, hvorved de finske styrker erobrede en stor mængde tungt udstyr.

## Resultat
Slaget endte med at være en stor sejr for finnerne. Hvis Sovjetunionen havde erobret byen Oulu, ville finnerne have været nødt til at forsvare landet på to fronter, og en vigtig jernbaneforbindelse til Sverige ville være blevet skåret over. Slaget gav også et afgørende løft i den finske hærs moral.
Hertil kom, at finnerne på Raate-Suomussalmi vejen erobrede en stor mængde militære forsyninger, herunder 43 kampvogne, 71 kanoner, 260 lastbiler, 1.170 heste, 29 antitank-kanoner og andre våben, som den finske hær havde hårdt brug for.

## Analyse
Slaget ved Suomussalmi anvendes ofte som et eksempel på hvorledes en mindre styrke som er dygtigt ledet og kæmper i velkendt terræn, kan besejre en numerisk langt overlegen fjende. Faktorer, som bidrog til den finske sejr:
- De finske tropper var mere mobile, fordi de brugte ski og slæder, mens sovjetstyrkernes tunge udstyr var henvist til vejene.
- Den finske strategi var fleksibel og ofte uortodoks, f.eks. ved at gøre de sovjetiske feltkøkkener til primære mål, hvilket kraftigt demoraliserede fjenden i den kolde vinter.
- Den sovjetiske hær var dårligt udstyret, især hvad angår vintercamouflagetøj.
- Sovjetisk kontraspionage fejlede: Finske tropper kunne ofte opsnappe sovjetisk kommunikation, som i høj grad var baseret på almindelige telefonlinjer. [4]
- De finske troppers udstyr var velegnet til krigsførelse i dyb sne og stærk frost.
- Det sovjetiske mål om at gennemskære Finland i Oulu-området så nok rimeligt ud på et kort, men i praksis var det urealistisk, da området fortrinsvis bestod af moseområder med træbevoksning, hvor vejnettet bestod af stier til skovfældning. Mekaniserede divisioner måtte holde sig til disse, og blev lette mål for de finske skitropper.
- Finsk enkelhed, hvor det var nødvendigt som ved det endelige angreb, der var et enkelt frontalangreb, hvilket mindskede risiciene for taktiske fejl. Dårligt vejr betød også, at forholdsvis simple planer var at foretrække.
- Den Røde Hær led stadig under efterveerne efter Stalins store udrensning i 1930'erne. De resterende officerer var ofte inkompetente.[5]